# Indische Weichschildkröten
Die Indischen Weichschildkröten (Nilssonia), auch Südasiatische Weichschildkröten genannt, sind eine Gattung aus der Familie der Weichschildkröten.

## Merkmale
Es handelt sich um große Weichschildkröten mit maximalen Carapaxlängen von 60 bis 94 Zentimetern. Die Schlüpflinge und Jungtiere der dazugehörigen Arten tragen dunkle Augenflecken (meist vier in der Anzahl) auf dem Rückenpanzer, die mit zunehmendem Alter verschwinden. Die Färbung und Musterung unterscheidet sich von Art zu Art.

## Verbreitung und Gefährdung
Arten aus der Gattung der Indischen Weichschildkröten kommen von Indien über Bangladesch und Myanmar bis nach China vor. Alle Arten aus dieser Gattung sind stark gefährdet oder vom Aussterben bedroht. Sie tauchen auch nur sehr selten im internationalen Handel auf.

## Systematik
Die Gattung der Indischen Weichschildkröten (Nilssonia) umfasst die folgenden fünf rezenten Arten:
- Birma-Weichschildkröte (Nilssonia formosa (Gray, 1869))
- Ganges-Weichschildkröte (Nilssonia gangeticus (Cuvier, 1825))
- Pfauenaugen-Weichschildkröte (Nilssonia hurum (Gray, 1831))
- Leiths Weichschildkröte (Nilssonia leithii (Gray, 1872))
- Dunkle Weichschildkröte (Nilssonia nigricans (Anderson, 1875))

Möglicherweise gehört auch eine weitere, nur aus Fossilien bekannte Art (Aspideretes gergensi) dazu.
Die Typusart der Gattung ist die Birma-Weichschildkröte. Schwestergruppe zu Nilssonia ist Amyda cartilaginea, die sukzessive folgenden Schwestergruppen bilden Dogania subplana, Palea steindachneri und Pelodiscus sinensis.

## Forschungsgeschichte
John Edward Gray beschrieb die Gattung Nilssonia erstmals 1872 anhand der Birma-Weichschildkröte (Nilssonia formosa), die über 100 Jahre lang als einzige Art der Gattung galt. 1873 stellte Gray die Gattung Isola anhand von Isola peguensis (= Trionyx peguensis Gray 1870) auf, die 2006 als subjektives Synonym der Birma-Weichschildkröte erkannt wurde.
Die inzwischen in Nilssonia enthaltene Gattung Aspideretes beschrieb Hay 1904 anhand von Aspideretes gangeticus (= Trionyx gangeticus Cuvier 1825, heute als Nilssonia gangetica bekannt). 
In Deutschland gefundene Fossilien aus dem Miozän wurden 1993 von Hans-Volker Karl als Aspideretes gergensi (= Aspidonectes gergensi H. v. Meyer 1844) beschrieben und müssten demzufolge zu Nilssonia gestellt werden, die Zuordnung ist jedoch umstritten.
1987 ordnete Meylan nach morphologischen Analysen die Birma-Weichschildkröte (Nilssonia formosa) als Schwestertaxon der übrigen vier Arten ein, die damals noch unter der Gattung Aspideretes geführt wurden. Untersuchungen mitochondrialer DNA ergaben 2004, dass die fünf Arten zusammen eine monophyletische Gruppe bilden, daher wurden sie 2007 von Praschag et al. unter dem älteren Gattungsnamen Nilssonia zusammengefasst.